# المهدی موهوب
المهدی موهوب (عربی: المهدي موهوب؛ زادهٔ ۵ ژوئن ۲۰۰۳) بازیکن فوتبال اهل مراکش است.
از باشگاه‌هایی که در آن بازی کرده است می‌توان به باشگاه فوتبال الفتح اشاره کرد.
وی همچنین در تیم‌های ملی فوتبال زیر ۱۷ سال مراکش، زیر ۲۰ سال مراکش، و زیر ۲۳ سال مراکش بازی کرده است.